# 中村 (広島県)
中村（なかむら）は、広島県佐伯郡にあった村。現在の江田島市能美町中町にあたる。

## 地理
- 海洋：江田島湾[2]
- 島嶼：西能美島[2]

## 歴史
- 1889年（明治22年）4月1日、町村制の施行により、佐伯郡中村が単独で村制施行し、中村が発足[1][2]。大字は編成せず[2]。
- 明治30年（1897年）代、用水不足により三化メイチュウのため大きな農作物被害が生じた[2]。
- 1955年（昭和30年）4月1日、佐伯郡鹿川町、高田村と合併し能美町を新設して廃止された[1][2]。合併後、能美町大字中町となる[2]。

### 地名の由来
能美島の東西に分かれるところで、島の中央に位置するため。

## 産業
- 農業[2]。当村が発祥である能美木綿の製織は次第に減少し、大正期ころに織出しを中止した[2]。

## 郵便局
1874年（明治7年）11月、中村郵便取扱所開設。その後、能美島ノ内中村郵便局に改称。1886年（明治19年）中村郵便局に改称。（現能美郵便局）